# Oradour-sur-Glane
Oradour-sur-Glane (okzitanisch Orador de Glana) ist eine französische Gemeinde mit 2517 Einwohnern (Stand 1. Januar 2022) im Département Haute-Vienne, Region Nouvelle-Aquitaine. Sie liegt 200 Kilometer nordöstlich von Bordeaux und etwa 20 Kilometer nordwestlich von Limoges.
Der Name Oradour-sur-Glane bezieht sich je nach Kontext auf den zentralen Ort der Gemeinde oder auf das ganze Gemeindegebiet, zu dem auch zahlreiche Weiler gehören. Der Ortsname leitet sich vom lateinischen oratorium „Gebetsstätte“ ab. Am Ortsrand fließt die Glane.
Das zentrale Dorf Oradour-sur-Glane wurde im Juni 1944 beim Massaker von Oradour völlig zerstört und ist heute ein Ruinendorf, das im Französischen meist village martyr („Märtyrerdorf“) genannt wird. Das Ruinendorf liegt südöstlich neben dem heutigen Ort Oradour-sur-Glane, der ab 1947 neu gebaut wurde.

## Ortschaften im Gemeindegebiet
Im Gebiet der Gemeinde Oradour-sur-Glane befinden sich neben dem gleichnamigen Hauptort mehr als 30 kleinere Siedlungen: la Basse-Forêt, Bellevue, les Bordes, les Brandes, le Breuil, Châlet-Saint-Vincent, le Champ-du-Bois, les Chapelles, Chez-Bonnaud, Chez-Lanie, Chez-Penot, la Croix-du-Bois-du-Loup, les Cros, Dieulidou, la Fauvette, les Grattes, Laplaud, Lespinas, la Maillerie, le Mas-du-Puy, Masset, le Masférat, Mazenty, Mongénie, Orbagnac, le Pacage-du-Milieu, le Petit-Chêne, le Pradeau, le Repaire, le Theil, Theneix, les Trois-Arbres, la Tuilière-des-Bordes, la Tuilière-des-Herses, la Valade, Valeix, Villa-André. Außerdem befinden sich einzelne Höfe im Gemeindegebiet.

## Geschichte

### Aufnahme von Flüchtlingen des Spanischen Bürgerkriegs
Von Oktober 1941 bis Oktober 1942 befand sich in Oradour ein Lager von spanischen Zwangsarbeitern, die GTE 643 (GTE = Groupe de Travailleurs Étrangers, Fremdarbeitergruppe). Es handelte sich um rund 220 Flüchtlinge des Spanischen Bürgerkriegs. Als das Lager aufgelöst wurde, blieben einige Spanier mit ihren Familien in Oradour.

### Massaker und Zerstörung
Bekannt wurde Oradour vor allem durch das während des Zweiten Weltkriegs nach Partisanenangriffen am 10. Juni 1944 von der SS-Panzerdivision „Das Reich“ verübte Kriegsverbrechen, bei dem der Ort vollständig zerstört und fast alle seine Einwohner ermordet wurden.
1946 wurden die Ruinen von Oradour zum historischen Denkmal erklärt.

### Das neue Oradour-sur-Glane

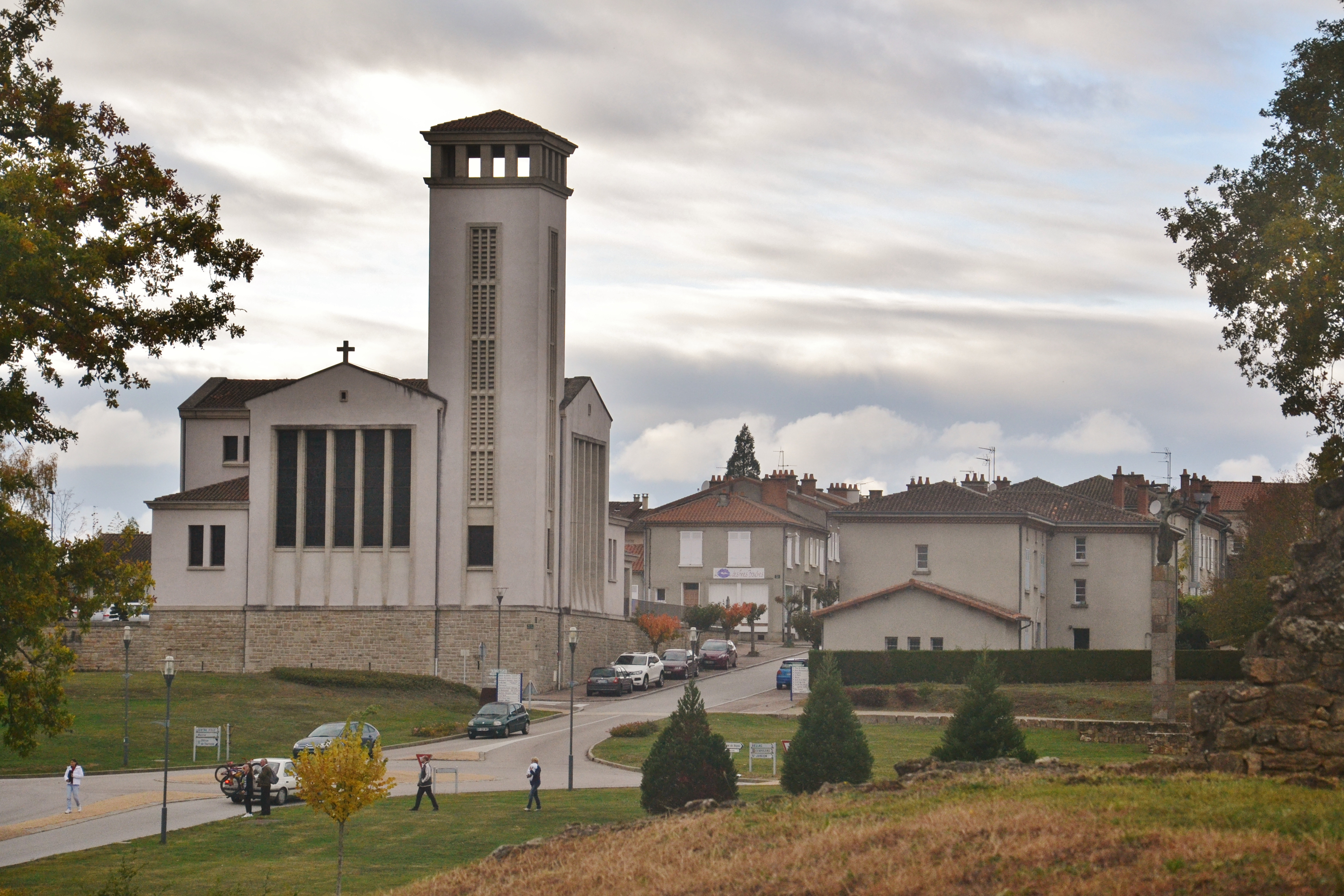
Das heutige Oradour-sur-Glane, Blick auf die Kirche am Ortseingang

Von 1947 an wurde der Ort neben dem zerstörten Dorf neu aufgebaut. Der Abstand vom Ortseingang zum Ruinendorf beträgt nur wenige hundert Meter. Am 12. Juni 1947 legte Staatspräsident Vincent Auriol den Grundstein des künftigen Oradour-sur-Glane, als er die Ruinen von Oradour zum dritten Jahrestag des Massakers besuchte. Im Jahr 1953 wurde die neue Martinskirche eingeweiht. Sie steht am südöstlichen, dem Ruinendorf zugewandten Ortseingang.
Das Jahr 1953 ragt in der Nachkriegsgeschichte von Oradour heraus. Der Wiederaufbau von Oradour galt im Jahr 1953 als abgeschlossen. Gleichzeitig mit dem Wiederaufbau von Oradour wurde vor dem Friedhof ein Denkmal für die Opfer des Massakers gebaut, das ebenfalls im Jahr 1953 fertiggestellt wurde. Außerdem fand der Prozess in Bordeaux statt. Im Februar 1953 wurden etliche Täter zu erheblichen Strafen verurteilt, jedoch wurden die meisten Verurteilten innerhalb von Tagen per Gesetz amnestiert.
Die Amnestie löste enorme Empörung bei den Angehörigen der Opfer und in der Bevölkerung von Oradour aus (siehe dazu Reaktion der Opferangehörigen). Die Opferangehörigen lehnten nun das vom Staat finanzierte fertiggestellte Denkmal vor dem Friedhof ab und bauten noch im selben Jahr mitten auf dem Friedhof ein eigenes, privat finanziertes Denkmal (siehe Gräber und Gedenken für die Opfer des Massakers von Oradour). Oradour trauerte demonstrativ: Feiern und Feste wurden streng reglementiert, Blumenschmuck im Dorf war nicht erlaubt. Der Ort wirkte lange Zeit leblos, Lebensfreude war kaum sichtbar. Besuche des Staatspräsidenten oder anderer Vertreter der Regierung Frankreichs waren jahrzehntelang in Oradour nicht erwünscht. Erst François Mitterrand durfte am 10. Juni 1994, zum 50. Jahrestag des Massakers, an einer Gedenkfeier in Oradour teilnehmen.
Da die Täter in der Bundesrepublik Deutschland nie vor Gericht gestellt wurden, lehnte Oradour jahrzehntelang jeden offiziellen Kontakt zu Deutschland ab. Der erste deutsche Spitzenpolitiker, der die Gedenkstätte besuchte, war Bundespräsident Joachim Gauck am 4. September 2013. Hand in Hand mit dem französischen Staatspräsidenten François Hollande gedachte er der Opfer des Massakers in Oradour.

### Bevölkerungsentwicklung
| Jahr      | 1968 | 1975 | 1982 | 1990 | 1999 | 2006 | 2011 |
| Einwohner | 1671 | 1759 | 1941 | 1998 | 2025 | 2188 | 2325 |

## Wirtschaft
Auf dem Gemeindegebiet gelten kontrollierte Herkunftsbezeichnungen (AOC) für Butter (Beurre Charentes-Poitou, Beurre des Charentes und Beurre des deux Sevres) sowie geschützte geographische Angaben (IGP) für Kalbfleisch (Veau du Limousin), Lammfleisch (Agneau du Limousin und Agneau du Poitou-Charentes), Schweinefleisch (Porc du Limousin), Schinken (Jambon de Bayonne) und Wein (Haute-Vienne blanc, rosé oder rouge).

## Sehenswürdigkeiten

### Ruinendorf

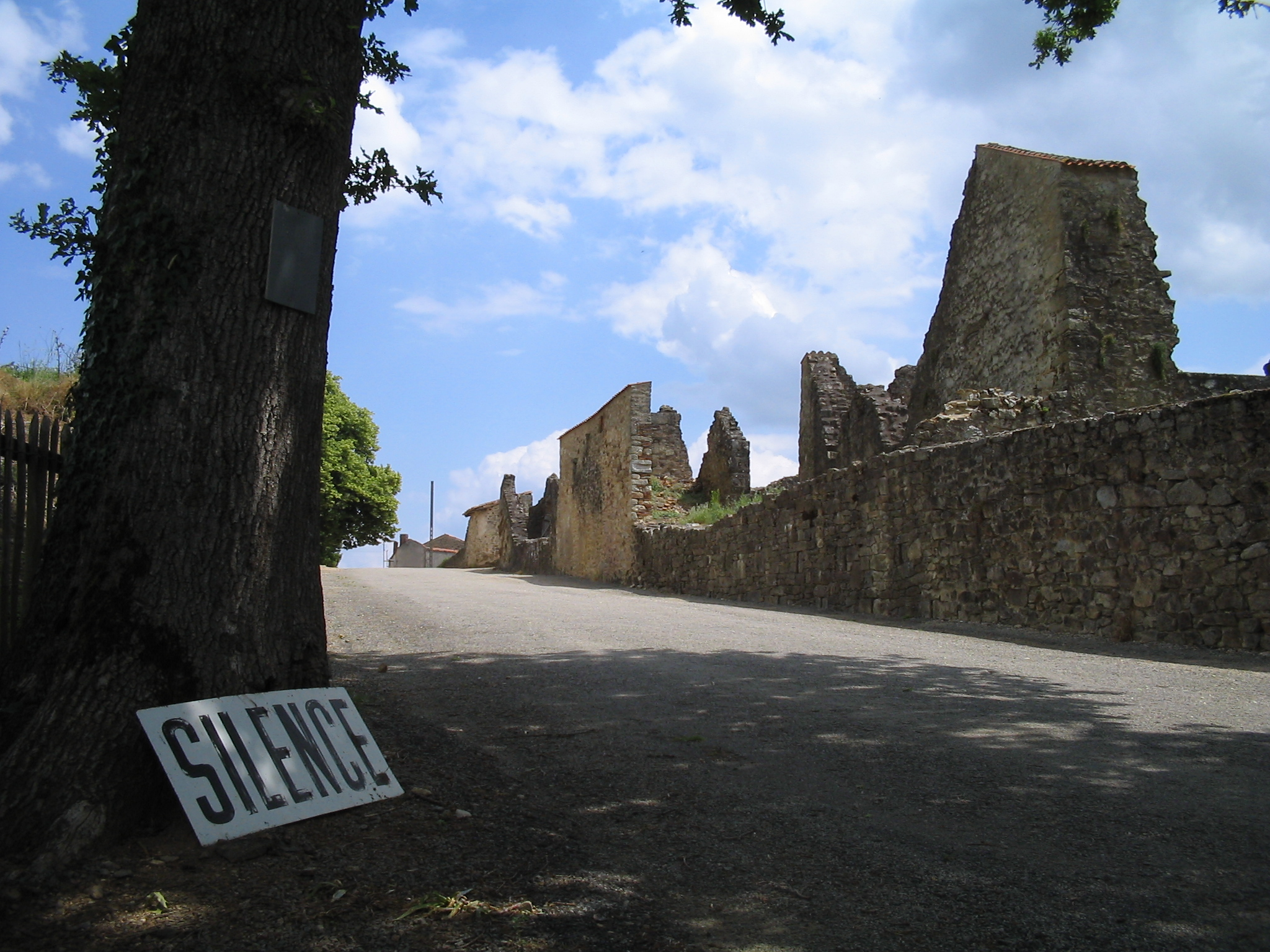
Zufahrt zum Ruinendorf

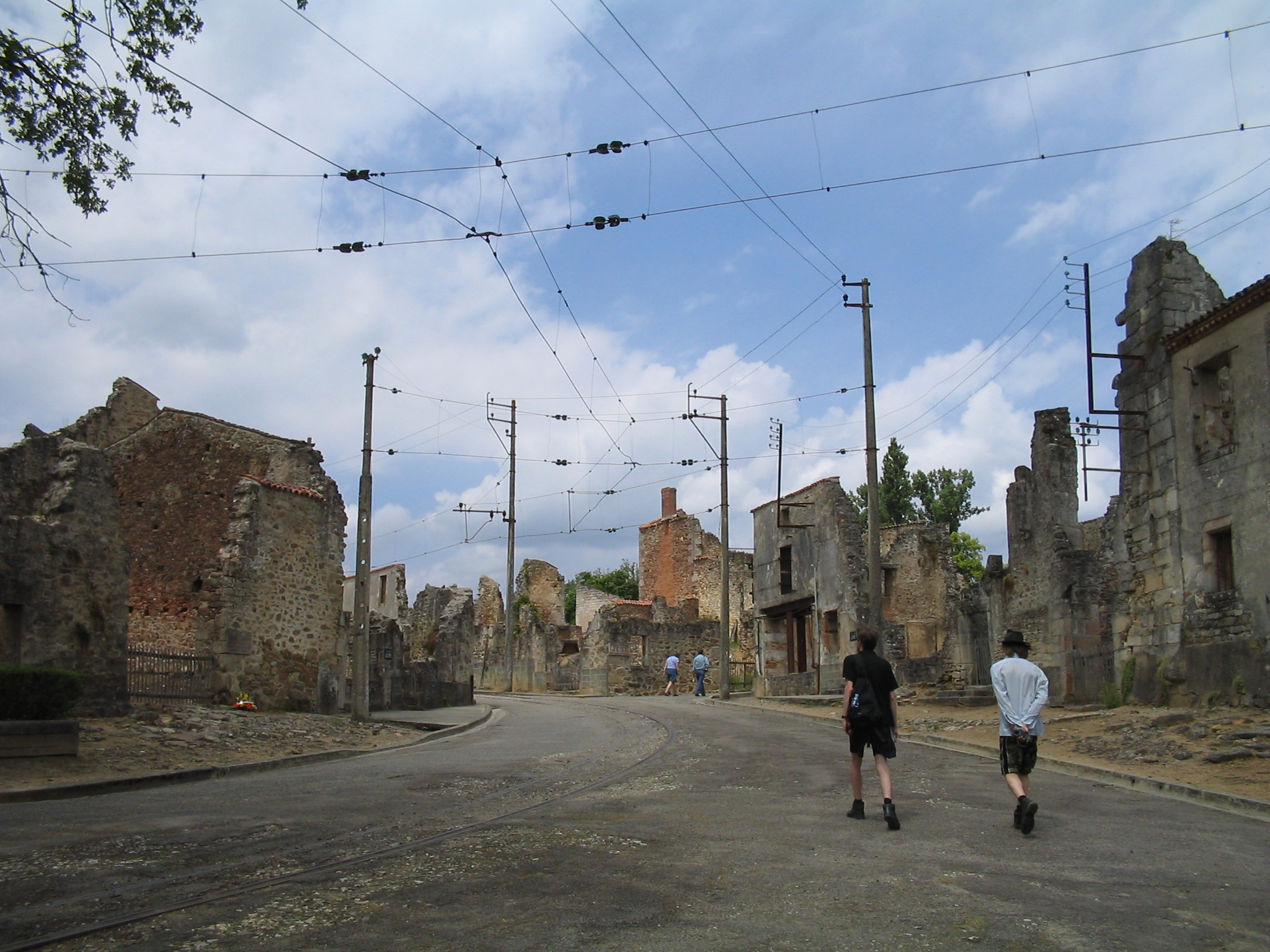
Zerstörter Ort mit Überresten der Straßenbahn

Die Ruinen des zerstörten Dorfs wurden erhalten. Das Ruinendorf zieht jährlich rund 300.000 Besucher an.
Durch Oradour-sur-Glane führte die Linie 4 der Straßenbahnen im Département Haute-Vienne. In den Ruinen sind heute noch Relikte der Trasse wie die Oberleitungsmasten, Gleise und das Bahnhofsgebäude vorhanden.

### Friedhof
Der Friedhof von Oradour-sur-Glane wurde bei dem Massaker nicht zerstört. Er liegt nördlich der Ruinen des alten Oradour-sur-Glane und östlich des neuen Ortes. Der Friedhof der kleinen Gemeinde zählt zu den meistbesuchten Friedhöfen in Frankreich. Er wird meist zum Abschluss der Besichtigungen des Ruinendorfs besucht.

### Dokumentationszentrum
Im Jahr 1999 wurde ein Gedenk- und Dokumentationszentrum eröffnet, das Centre de la mémoire. Es befindet sich am südöstlichen Ortseingang, zwischen dem zerstörten und dem neuen Oradour.

### Maison d’Oradour
Das Maison d’Oradour (wörtlich „Haus von Oradour“) symbolisiert den Übergang vom historischen zum neuen Oradour. Es steht im Gebiet der ab 1947 neu entstandenen Ortschaft (9 Rue du Champ du Bois), wurde aber schon 1888 erbaut. Bei dem Massaker am 10. Juni 1944 wurde das Haus nicht zerstört, es steht allerdings auch einige hundert Meter von den Ruinen von Oradour entfernt.
Am Tag des Massakers befahl ein SS-Soldat den damaligen Eigentümern Anna und Jean Puygrenier, sofort zu fliehen. Nach dem Massaker kehrten sie zurück und bewohnten den ersten Stock, während im Erdgeschoss eine provisorische Verwaltung und die Post untergebracht wurden. Hier wurden Überlebende und künftige Bewohner des Ortes auf engstem Raum betreut, während sie zunächst als Übergangslösung in Holzbaracken wohnten. Als die ersten Häuser gebaut wurden und die ersten Geschäfte öffneten, wurde dieses erste „Rathaus“ des neuen Ortes nach und nach entlastet. Spätere Erben beließen das Gebäude in seinem ursprünglichen Zustand.